# Kallinge Kök
Kallinge Kök AB var ett företag i Kallinge utanför Ronneby som tillverkade köks- och badrumsinredningar. Företaget var grundat 1965.
1985 förvärvades Kallinge Kök AB av Riqumakoncernen som bland annat ägde småhusföretaget Borohus. Kallinge Kök AB fick då leverera köksinredningarna till de nybyggda Borohus-husen.  
Koncernen fick problem vid finanskrisen 1990 och den 19 november 1991 försattes Riquma AB och Borohus AB i konkurs. Kallinge Kök AB klarade sig dock i några år men 1996 försattes även detta företag i konkurs.